# Хоум-ран (мяч в игре)
Хоум-ран (мяч в игре), или внутренний хоум-ран (англ. Inside-the-park home run) — это очень редкая разновидность хоум-рана. Почти всегда внутренний хоум-ран происходит при ошибке игроков защиты. Мяч находится в поле, но отбивающий смог пробежать все базы. Встречается крайне редко.

## Происхождение
Большинство хоум-ранов происходит, когда мяч улетает к зрителям. Для того, чтобы такой хоум-ран случился, нужно некоторое стечение обстоятельств. Обычно отбивающий — это самый быстрый игрок в команде, также защита должна совершить пару ошибок.

## Рекорды
В Главной лиге бейсбола рекорд по количеству внутренних хоум-ранов принадлежит Джесси Буркатт — 55. В одном сезоне — 12, от Сэма Кроуфорда.

## ВМировой серии
Из 11 известных внутренних хоум-ранов (в мировой серии) 10 произошли в период между 1903 годом и 1929 годом. Один пробег произошел в самой первой игре сезона-2015.